# Forcipomyia flavicoxis
Forcipomyia flavicoxis är en tvåvingeart som beskrevs av Maurice Emile Marie Goetghebuer 1935. Forcipomyia flavicoxis ingår i släktet Forcipomyia och familjen svidknott. Inga underarter finns listade i Catalogue of Life.